# Mateřský vrchol
Mateřský vrchol (anglicky Parent peak) je vyšší vrchol, spojený s výchozím vrcholem nejvyšším (tzv. klíčovým) sedlem.
Často jde o nejbližší vyšší vrchol, který bývá velmi blízko (např. Velká Deštná v Orlických horách je mateřským vrcholem Malé Deštné), i když u některých hor může být i velmi daleko (např. pro Kilimandžáro je mateřským vrcholem Everest, vzdálený 5510 km). V některých případech má ale nejbližší vrchol nižší sedlo a mateřský vrchol pak není nejbližší. Například pro krkonošský Medvědín jsou mateřským vrcholem Harrachovy kameny, přestože nejbližším vrcholem je Železný vrch, který je ale od Medvědína oddělen hlubokým údolím Labe.

## Druhy mateřských vrcholů

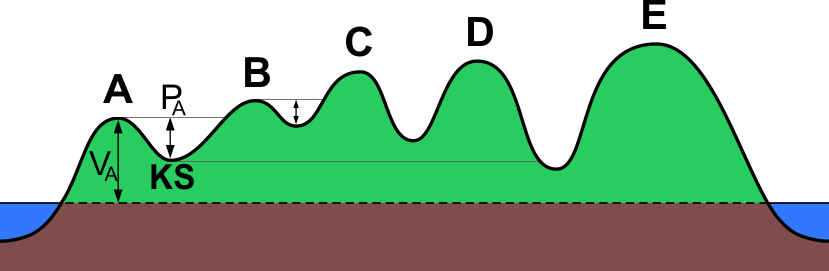
A … vrchol (V_{A} je jeho nadmořská výška, P_{A} prominence)
KS … klíčové sedlo vrcholu A
B … line parent A - vrchol s vyšší výškou a určitou prominencí
C … prominence parent A - vrchol s vyšší výškou i prominencí
D … island parent A - nejvyšší vrchol ostrova před zatopením KS
E … současný nejvyšší vrchol ostrova nebo kontinentu
E … (není mateřský, protože má hlubší sedlo než KS)

Podle obecné definice je mateřským vrcholem vyšší vrchol za klíčovým sedlem, ale za klíčovým sedlem je většinou několik vyšších vrcholů. Mateřský vrchol se pak určí podle následujících definic:
- Line parent = nejbližší vyšší hora na hřebeni za klíčovým sedlem. Musí mít vyšší nadmořskou výšku než výchozí vrchol, ale nemusí mít vyšší prominenci. Jako dodatečné kritérium se uvádí určitá minimální prominence, aby se za mateřský vrchol nemohl považovat pouhý spočinek. Např. v rámci projektu Tisícovky Čech, Moravy a Slezska je pro tzv. hlavní vrchol určena minimální prominence 15 m.

- Prominence parent = nejbližší vyšší a prominentnější hora na hřebeni za klíčovým sedlem. Musí mít vyšší nadmořskou výšku i prominenci. Tím je zaručeno, že mateřský vrchol podle této definice je vždy význačnější než výchozí vrchol. Prominence parent je obvykle vzdálenější než line parent.

- Island parent = nejbližší vyšší a prominentnější hora na hřebeni za klíčovým sedlem, která má zároveň nižší klíčové sedlo než výchozí vrchol. Jde o horu, která by tvořila nejvyšší vrchol ostrova před zaplavením klíčového sedla, resp. nejvyšší vrchol sousedního ostrova po zaplavení klíčového sedla. Island parent je obvykle vzdálenější než prominence parent.

V mnoha případech vrací všechny tři definice stejný mateřský vrchol (např. pro Praděd je to vždy Sněžka, pro Mont Blanc vždy Mount Everest apod.), nicméně v některých jiných případech vychází pro každou definici jiný mateřský vrchol. Např. Stříbrnická v pohoří Králický Sněžník má line parent Černou kupu (je vyšší, ale ne prominentnější), prominence parent Sušinu (je prominentnější, ale má vyšší klíčové sedlo) a island parent Králický Sněžník (má nižší klíčové sedlo). Podobně Jeřáb má mateřské vrcholy Klepáč, Králický Sněžník a Praděd. Beskydská Lysá hora má line i prominence parent Babí horu, ale island parent je až Gerlachovský štít.

## Související pojmy
- Klíčové sedlo (anglicky Key col) – sedlo oddělující danou horu od mateřského vrcholu. Pro nejvyšší vrcholy kontinentů nebo ostrovů je klíčovým sedlem hladina moře. Například pro Králický Sněžník je klíčovým Ramzovské sedlo, které spojuje masiv Králického Sněžníku s Hrubým Jeseníkem a tedy i vrchol Králického Sněžníku s jeho mateřským vrcholem Pradědem.
Podle alternativní definice je klíčové sedlo posledním místem, které je zaplaveno, když je daná hora stoupající hladinou moře oddělena od své mateřské hory a stane se nejvyšší horou samostatného ostrova.

- Prominence (též význačnost) – relativní výška hory. Počítá se jako převýšení (rozdíl výšek) mezi vrcholem a klíčovým sedlem. Jinými slovy jde o počet výškových metrů, o které musíme minimálně sestoupit, abychom se dostali na vyšší místo.

Alternativní definice využívá stoupající hladinu moře – kdyby hladina moře stoupla až do výše, která by z vrcholu dané hory udělala nejvyšší bod samostatného ostrova, pak prominence dané hory odpovídá teoretické nadmořské výšce vrcholu při takto zvýšené hladině moře.
- Izolace (anglicky Isolation) – osamocenost vrcholu, tj. nejmenší vzdálenost vrcholu k nějakému vyššímu bodu. Vyšší bod nemusí být na mateřském vrcholu ani na nejbližším vrcholu, může být i na jiné hoře, která má vzdálenější vrchol, ale má bližší úbočí (svah) s vyšší nadmořskou výškou. Tato hora se označuje jako Isolation parent. Například pro Stříbrné návrší je mateřským vrcholem Studniční hora, nejbližším vrcholem Luční hora, ale izolace je dána vzdáleností od svahu Stříbrného hřbetu.